# Sault-de-Navailles
Sault-de-Navailles är en kommun i departementet Pyrénées-Atlantiques i regionen Nouvelle-Aquitaine i sydvästra Frankrike. Kommunen ligger i kantonen Orthez som tillhör arrondissementet Pau. År 2022 hade Sault-de-Navailles 944 invånare.

## Befolkningsutveckling
Antalet invånare i kommunen Sault-de-Navailles
| Referens: INSEE |